# Dacia Unirea Brăila în sezonul 2016-2017
Sezonul 2016–17 a fost cel de-al 7-lea sezon consecutiv pentru Dacia Unirea Brăila în cel de-al doilea eșalon al fotbalului românesc. Dacia Unirea a participat în 2 competiții, respectiv Liga a II-a și Cupa României.

## Season overview

#### Puncte pe adversari
| Echipă                    | Rezultate | Rezultate | Puncte |
| Echipă                    | Acasă     | Deplasare | Puncte |
| ------------------------- | --------- | --------- | ------ |
| Dunărea Călărași          | 2–1       | 2–1       | 6      |
| Unirea Tărlungeni         | 2–0       | 3–0       | 6      |
| UTA Arad                  | 2–1       | 0–3       | 3      |
| ASU Politehnica Timișoara | 4–1       | 1–1       | 4      |
| CS Balotești              | 1–1       | 1–1       | 2      |
| Chindia Târgoviște        | 0–2       | 0–2       | 0      |
| CSM Râmnicu Vâlcea        | 0–1       | 3-0       | 3      |
| Foresta Suceava           | 4–1       | 0-4       | 3      |
| FC Clinceni               | 1–0       | 1-3       | 3      |
| Metalul Reșița            | 2–1       | 0-3       | 3      |
| CS Mioveni                | 1–0       | 0-2       | 3      |
| FC Brașov                 | 1–0       | 2-1       | 6      |
| Luceafărul Oradea         | 1–0       | 1-4       | 3      |
| CS Afumați                | 1-5       | 1-1       | 1      |
| Sepsi OSK Sfântu Gheorghe | 0–1       | 0-3       | 0      |
| Juventus București        | 0-3       | 0-1       | 0      |
| FC Olimpia Satu Mare      | 0–1       | -         | 0      |

### Intersezon

#### Sosiri
| F | Victor Gârlea | Chindia Târgoviște    |
| M | Eduard Chivu  | Olimpia Râmnicu Sărat |
| M | Mihai Ion     | Metalul LPS Buzău     |

#### Plecări
| M | Marius Onofraș | retras din acitivitate |  |

#### Partide de verificare
| 9 iulie 20161 | Dunărea Călărași | 3–2 | Dacia Unirea Brăila                    | Călărași                                               |  |
| 10:00         |                  |     | Laurențiu Petean 33' Dragoș Mucuță 60' | Stadion: Stadionul Municipal (Călărași) Spectatori: 50 |  |

| 16 iulie 20162 | Dunărea Călărași | 0–0 | Dacia Unirea Brăila | Berca                    |  |
| 10:00          |                  |     |                     | Stadion: Stadionul Berca |  |

| 19 iulie 20163 | Dacia Unirea Brăila | 1–2 | Unirea Slobozia | Brăila                              |  |
| 18:00          | Andrei Pușcașu 20'  |     |                 | Stadion: Stadionul Municipal Brăila |  |

## Jucători
La 06 decembrie 2016.
| Nr. |         | Poziție | Jucător                      |
| --- | ------- | ------- | ---------------------------- |
| 1   | România | P       | Ștefan Leu                   |
| 2   | România | M       | Gabriel Niță                 |
| 3   | România | M       | Paul Ioan                    |
| 4   | România | F       | Laurențiu Petean             |
| 5   | România | M       | Victor Olenic (vice-căpitan) |
| 6   | România | F       | Laurențiu Ivan               |
| 7   | România | M       | Sorin Frunză                 |
| 8   | România | F       | Cosmin Necoară               |
| 9   | România | A       | Marco Enciu                  |
| 10  | România | M       | Andrei Pușcașu               |
| 15  | România | A       | Marius Dima                  |
| 16  | România | F       | Costin Ghiocel               |

| Nr. |         | Poziție | Jucător              |
| --- | ------- | ------- | -------------------- |
| 17  | România | A       | Alexandru Muscă      |
| 18  | România | M       | George Iosofache     |
| 20  | România | F       | Cătălin Stănciulescu |
| 22  | România | M       | Costel Roșu          |
| 87  | România | P       | Cristian Mitrea      |
| 88  | România | P       | Bogdan Olaru         |
| —   | România | M       | Mihai Iordache       |
| —   | România | A       | Dragoș Mucuță        |
| —   | România | F       | Eduard Oprea         |
| —   | România | M       | Roșoagă Robert       |
| —   | România | M       | Mădălin Calu         |
| —   | România | M       | Răzvan Adăscăliței   |

### Marcatorii golurilor
| Jucător            | Goluri campionat | Goluri cupă |
| ------------------ | ---------------- | ----------- |
| Cosmin Neagu       | 8                | 1           |
| Costel Roșu        | 8                | 1           |
| Andrei Pușcașu     | 7                | 0           |
| Alexandru Musca    | 3                | 0           |
| Robert Roșoagă     | 2                | 0           |
| Sorin Frunză       | 1                | 1           |
| Marco Enciu        | 1                | 0           |
| Laurențiu Petean   | 1                | 0           |
| Cosmin Necoară     | 1                | 0           |
| Costin Ciucureanu  | 1                | 0           |
| Răzvan Adăscăliței | 1                | 0           |
| Dănuț Oprea        | 0                | 1           |

## Sezon
| 6 august 20161 | Dunărea Călărași | 1–2 | Dacia Unirea Brăila                    | Călărași                                |  |
| 11:00          |                  |     | Andrei Pușcașu 46' Alexandru Muscă 54' | Stadion: Stadionul Municipal (Călărași) |  |

| 13 august 20162 | Dacia Unirea Brăila                 | 2–0 | Unirea Tărlungeni | Brăila                                              |  |
| 11:00           | Costel Roșu 41' Alexandru Muscă 85' |     |                   | Stadion: Stadionul Municipal Brăila Spectatori: 900 |  |

| 19 august 20163 | UTA Arad | 3–0 | Dacia Unirea Brăila | Arad                       |  |
| 15:00           |          |     |                     | Stadion: Stadionul Motorul |  |

| 26 august 20164 | Dacia Unirea Brăila                                                      | 4–1 | ASU Politehnica Timișoara | Brăila                                                |  |
| 15:00           | Cosmin Neagu 42' Cosmin Neagu 54' Alexandru Muscă 57' Andrei Pușcașu 59' |     |                           | Stadion: Stadionul Municipal Brăila Spectatori: 1.200 |  |

| 3 septembrie 20165 | CS Balotești | 1–1 | Dacia Unirea Brăila | Balotești                    |  |
| 11:00              |              |     | Andrei Pușcașu 12'  | Stadion: Stadionul Balotești |  |

| 10 septembrie 20166 | Dacia Unirea Brăila                                                                | 4–1 | ACS Berceni | Brăila                                              |  |
| 12:30               | Costel Roșu 19' Cosmin Neagu 39' Cosmin Bârsănel Format:Owngoal Andrei Pușcașu 60' |     |             | Stadion: Stadionul Municipal Brăila Spectatori: 700 |  |

| 18 septembrie 20167 | Chindia Târgoviște | 2–0 | Dacia Unirea Brăila | Târgoviște                                     |  |
| 12:00               |                    |     |                     | Stadion: Stadionul Târgoviște Spectatori: 2000 |  |

| 21 septembrie 20168 | Dacia Unirea Brăila | 0–1 | CSM Râmnicu Vâlcea | Brăila                                              |  |
| 12:00               |                     |     |                    | Stadion: Stadionul Municipal Brăila Spectatori: 500 |  |

| 24 septembrie 20169 | Foresta Suceava | 4–0 | Dacia Unirea Brăila | Suceava                                     |  |
| 11:00               |                 |     |                     | Stadion: Stadionul Suceava Spectatori: 2000 |  |

| 01 octombrie 201610 | FC Clinceni | 3–1 | Dacia Unirea Brăila | Clinceni                                    |  |
| 15:00               |             |     | Marco Enciu 90'     | Stadion: Stadionul Clinceni Spectatori: 100 |  |

| 09 octombrie 201611 | Dacia Unirea Brăila                  | 2–1 | Metalul Reșița | Brăila                                              |  |
| 11:00               | Laurențiu Petean 6' Sorin Frunză 78' |     |                | Stadion: Stadionul Municipal Brăila Spectatori: 200 |  |

| 16 octombrie 201612 | CS Mioveni | 2–0 | Dacia Unirea Brăila | Mioveni                                    |  |
| 12:00               |            |     |                     | Stadion: Stadionul Mioveni Spectatori: 700 |  |

| 22 octombrie 201613 | Dacia Unirea Brăila | 1–0 | FC Brașov | Brăila                                              |  |
| 11:00               | Cosmin Neagu 53'    |     |           | Stadion: Stadionul Municipal Brăila Spectatori: 500 |  |

| 06 noiembrie 201614 | Dacia Unirea Brăila | 1–0 | Luceafărul Oradea | Brăila                                                                     |  |
| 11:00               | Cosmin Neagu 30'    |     |                   | Stadion: Stadionul Municipal Brăila Spectatori: 400 Arbitru: Marcu Claudiu |  |

| 12 noiembrie 201615 | CS Afumați | 1–1 | Dacia Unirea Brăila | Călărași                                   |  |
| 11:00               |            |     | Cosmin Necoară 24'  | Stadion: Stadionul Afumați Spectatori: 200 |  |

| 19 noiembrie 201616 | Dacia Unirea Brăila | 0–1 | Sepsi OSK Sfântu Gheorghe | Brăila                                              |  |
| 11:00               |                     |     |                           | Stadion: Stadionul Municipal Brăila Spectatori: 400 |  |

| 23 noiembrie 201617 | Juventus București | 1–0 | Dacia Unirea Brăila | București                                    |  |
| 14:00               |                    |     |                     | Stadion: Stadionul Colentina Spectatori: 200 |  |

| 26 noiembrie 201618 | Dacia Unirea Brăila | 0–1 | FC Olimpia Satu Mare | Brăila                                              |  |
| 11:00               |                     |     |                      | Stadion: Stadionul Municipal Brăila Spectatori: 400 |  |

| 3 decembrie 201619 | Dacia Unirea Brăila                 | 2–1 | Dunărea Călărași | Brăila                                              |  |
| 11:00              | Cosmin Neagu 15' Robert Roșoagă 38' |     |                  | Stadion: Stadionul Municipal Brăila Spectatori: 300 |  |

| 10 decembrie 201620 | Unirea Tărlungeni | 0–3 | Dacia Unirea Brăila | Ștefănești                    |  |
| 11:00               |                   |     |                     | Stadion: Stadionul Ștefănești |  |

| 26 februarie 201721 | Dacia Unirea Brăila             | 2–1 | UTA Arad | Brăila                                                |  |
| 11:00               | Costel Roșu 31' Costel Roșu 71' |     |          | Stadion: Stadionul Municipal Brăila Spectatori: 1.000 |  |

| 4 martie 201722 | ASU Politehnica Timișoara | 1–1 | Dacia Unirea Brăila | Timișoara                                          |  |
| 15:00           |                           |     | Costel Roșu 43'     | Stadion: Stadionul Dan Păltinișanu Spectatori: 850 |  |

| 11 martie 201723 | Dacia Unirea Brăila | 1–1 | CS Balotești | Brăila                                              |  |
| 11:00            | Costel Roșu 71'     |     |              | Stadion: Stadionul Municipal Brăila Spectatori: 500 |  |

| 25 martie 201724 | Dacia Unirea Brăila | 0–2 | Chindia Târgoviște | Brăila                                              |  |
| 11:00            |                     |     |                    | Stadion: Stadionul Municipal Brăila Spectatori: 400 |  |

| 1 aprilie 201725 | CSM Râmnicu Vâlcea | 0–3 | Dacia Unirea Brăila | Vâlcea          |  |
| 11:00            |                    |     |                     | Stadion: Vâlcea |  |

| 8 aprilie 201726 | Dacia Unirea Brăila                                                               | 4–1 | Foresta Suceava | Brăila                                              |  |
| 11:00            | Costel Roșu 17' Andrei Pușcașu 41' Răzvan Adăscăliței 58' Costin Ciucureanu 90+2' |     |                 | Stadion: Stadionul Municipal Brăila Spectatori: 200 |  |

| 14 aprilie 201727 | Dacia Unirea Brăila | 1–0 | FC Clinceni | Brăila                                              |  |
| 12:00             | Costel Roșu 58'     |     |             | Stadion: Stadionul Municipal Brăila Spectatori: 300 |  |

| 22 aprilie 201730 | Metalul Reșița | 3–0 | Dacia Unirea Brăila | Snagov                          |  |
| 11:00             |                |     |                     | Stadion: Voința Spectatori: 100 |  |

| 26 aprilie 201731 | Dacia Unirea Brăila | 1–0 | CS Mioveni | Brăila                                              |  |
| 17:00             | Cosmin Neagu 56'    |     |            | Stadion: Stadionul Municipal Brăila Spectatori: 500 |  |

| 2 mai 201732 | FC Brașov | 1–2 | Dacia Unirea Brăila                   | Brașov                                                  |  |
| 17:00        |           |     | Andrei Pușcașu 19' Robert Roșoagă 69' | Stadion: Stadionul Tineretului (Brașov) Spectatori: 500 |  |

| 13 mai 201734 | Luceafărul Oradea | 4–1 | Dacia Unirea Brăila | Oradea                                |  |
| 11:00         |                   |     | Andrei Pușcașu 77'  | Stadion: Iuliu Bodola Spectatori: 300 |  |

| 20 mai 201735 | Dacia Unirea Brăila | 1–5 | CS Afumați | Brăila                                              |  |
| 17:00         | Cosmin Neagu 46'    |     |            | Stadion: Stadionul Municipal Brăila Spectatori: 300 |  |

| 23 mai 201736 | Sepsi OSK Sfântu Gheorghe | 3–0 | Dacia Unirea Brăila | Sfântu Gheorghe                                      |  |
| 15:30         |                           |     |                     | Stadion: Municipal (Sfântu Gheorghe) Spectatori: 300 |  |

| 27 mai 201737 | Dacia Unirea Brăila | 0–3 | Juventus București | Brăila                                              |  |
| 11:00         |                     |     |                    | Stadion: Stadionul Municipal Brăila Spectatori: 600 |  |

| 31 mai 201738 | Olimpia Satu Mare | 7–0 | Dacia Unirea Brăila | Satu Mare                                      |  |
| 11:00         |                   |     |                     | Stadion: Municipal (Satu Mare) Spectatori: 300 |  |

## Cupa României
| 06 octombrie 2016Faza IV | CS Știința Miroslava | 1–3 | Dacia Unirea Brăila                                | Uricani                                    |  |
| 15:00                    |                      |     | Danuț Oprea 28' Sorin Frunză 112' Costel Roșu 114' | Stadion: Stadionul Uricani Spectatori: 100 |  |

| 26 octombrie 201616-imi | Dacia Unirea Brăila | 1–0 | Concordia Chiajna | Brăila                                              |  |
| 14:30                   | Cosmin Neagu 32'    |     |                   | Stadion: Stadionul Municipal Brăila Spectatori: 500 |  |

| 13 decembrie 20168-imi | Dacia Unirea Brăila | 0–2 | CS Universitatea Craiova | Buzău                                                |  |
| 17:30                  |                     |     |                          | Stadion: Stadionul Municipal Buzău Spectatori: 1.500 |  |